# The King of Kings (2025)
The King of Kings is een Amerikaanse Christelijke animatiefilm uit 2025, geregisseerd en mede geschreven door Seong-ho Jang, losjes geïnspireerd op het kinderboek The Life of Our Lord van Charles Dickens.

## Verhaal
De film volgt Charles Dickens, een jonge auteur die de biografie van Jesus Christus vertelt. Samen met zijn zoon Walter gaat hij op avontuur, waarbij de meesterverteller de levendige fantasie van zijn jongste zoon aanspreekt. 

## Stemverdeling
| Personage         | Engelse stem        |
| ----------------- | ------------------- |
| Charles Dickens   | Kenneth Branagh     |
| Catherine Dickens | Uma Thurman         |
| Herodes           | Mark Hamill         |
| Pontius Pilatus   | Pierce Brosnan      |
| Walter Dickens    | Roman Griffin Davis |
| Petrus            | Forest Whitaker     |
| Kajafas           | Ben Kingsley        |
| Jesus Christus    | Oscar Isaac         |

## Productie
In september 2024 werd aangekondigd dat er een animatiefilm in ontwikkeling was die losjes gebaseerd zou zijn op The Life of Our Lord van Charles Dickens, met Kenneth Branagh, Uma Thurman, Roman Griffin Davis, Oscar Isaac, Forest Whitaker, Pierce Brosnan, Mark Hamill en Ben Kingsley als stemmencast. In november 2024 verwierf Angel Studios de wereldwijde filmrechten.

## Release en ontvangst
The King of Kings ging op 11 april 2025 in première in de Amerikaanse bioscopen. De film kreeg gemengde kritieken van de filmcritici, met een score van 63% op Rotten Tomatoes, gebaseerd op 38 beoordelingen.

### Kassaopbrengsten
The King of Kings ging in de Amerikaanse bioscopen in première naast The Amateur, Drop en Warfare met de verwachting van een bruto-opbrengst in het openingsweekend van 12 à 14 miljoen Amerikaanse dollars in 3200 bioscopen. De film bracht uiteindelijk 19,05 miljoen dollar op in zijn openingsweekend en eindigde daarmee op de tweede plaats aan de kassa. Dit was het tot nu toe beste openingsweekend voor een Bijbelse animatiefilm, daarmee het record overtreffend van 27 jaar geleden van The Prince of Egypt van DreamWorks Animation (US$ 14,5 miljoen).